# Никополско
 Тази статия е за историко-географската област.  За общината вижте Никопол (община).  
Никополско е историко-географска област в Северна България, около град Никопол.
Територията ѝ съвпада приблизително с някогашната Никополска околия – днешните общини Никопол и Гулянци, както и селата Коиловци и Мечка и град Славяново в община Плевен, Изгрев и Трънчовица в община Левски и Бяла вода и Кулина вода в община Белене. Разположена е в Средната Дунавска равнина по долното течение на реките Вит и Осъм. Граничи с Олтения и Мунтения на север, Свищовско на изток, Плевенско на юг и Оряховско на запад.